# Michael Field (Mediziner)
Michael Field (* 20. Juli 1933 in London; † 23. August 2014 in Bangor, Maine) war ein US-amerikanischer Mediziner.

## Leben
Field war Professor Emeritus für Medizin, Physiologie und zelluläre Biophysik an der Columbia University. Er war auch Leiter der Gastroenterologie am New York Presbyterian Hospital der Columbia University. Vorher war er an der University of Chicago und war in den 1950er Jahren am Harvard Biophysics Laboratory bei Arthur K. Solomon. 
Er war bekannt für Forschungen zum Ionentransport im Darm im Bereich der Mikrovilli.
1983 erhielt er mit John S. Fordtran und William Greenough den König-Faisal-Preis für Medizin für Forschungen zu Durchfallerkrankungen (Diarrhoe). Mit Greenough arbeitete er Anfang der 1970er Jahre über die Wirkung des Choleratoxins zusammen.
Er trug mit seinen Forschungen auch zu der Erkenntnis bei, dass die Aufnahme von Flüssigkeit und darin gelöster Salze vom Darm in das Blut durch Anwesenheit größere Moleküle befördert wird, mit entsprechenden Auswirkungen auf die Rehydrationstherapie bei Durchfallerkrankungen, etwa durch zusätzliche Gabe von Reis zur üblichen ORT (Oral Rehydration Therapy). Das wurde durch Greenough und andere Ende der 1970er Jahre aufgegriffen, insbesondere da auf Glukose basierende ORT unter den Bedingungen der Dritten Welt häufig zu teuer ist (Cereal based ORT).

## Schriften (Auswahl)
- als Herausgeber: Diarrheal diseases (Current topics in gastroenterology). Elsevier,  New York 1991, ISBN 0-444-01573-6.
- als Herausgeber mit John S. Fordtran, Stanley G. Schultz: Secretory Diarrhoea (Clinical physiology Series). Oxford University Press, New York 1988, ISBN 0-683-03201-1.